# Eusynaptomyces benjaminii
Eusynaptomyces benjaminii är en svampart som beskrevs av Scheloske 1976. Eusynaptomyces benjaminii ingår i släktet Eusynaptomyces och familjen Ceratomycetaceae.   Inga underarter finns listade i Catalogue of Life.